# Kroger St. Jude International and the Cellular South Cup 2004
Il Kroger St. Jude International and the Cellular South Cup 2004 è stato un torneo giocato sul cemento indoor del Racquet Club of Memphis a Memphis nel Tennessee. 
È stata la 103ª edizione del Regions Morgan Keegan Championships e la 19ª del Cellular South Cup,
facente parte dell'ATP International Series Gold nell'ambito dell'ATP Tour 2004, 
e del Tier III nell'ambito del WTA Tour 2004.

## Campioni

### Singolare maschile
Joachim Johansson ha battuto in finale  Nicolas Kiefer con il punteggio di 7–6(5), 6–3.

### Singolare femminile
Vera Zvonarëva ha battuto in finale  Lisa Raymond con il punteggio di 4–6, 6–4, 7–5.

### Doppio maschile
Bob Bryan /  Mike Bryan hanno battuto in finale  Jeff Coetzee /  Chris Haggard con il punteggio di 6–3, 6–4.

### Doppio femminile
Åsa Svensson /  Meilen Tu hanno battuto in finale  Marija Šarapova /  Vera Zvonarëva con il punteggio di 6–4, 7–6(0).